# Timothy Tillman
Timothy Tillman (Norimberga, 4 gennaio 1999) è un calciatore tedesco naturalizzato statunitense, centrocampista del Los Angeles FC e della nazionale statunitense.

## Biografia
Suo fratello Malik fa anch'egli il calciatore.

## Caratteristiche tecniche
È un trequartista.

## Carriera

### Club
Cresciuto nel settore giovanile di Greuther Fürth e Bayern Monaco, ha esordito il 14 luglio 2017 disputando con la seconda squadra del club bavarese l'incontro di Fußball-Regionalliga vinto 5-0 contro l'Ingolstadt 04 II.
Il 2 luglio 2018 viene ceduto in prestito annuale al Norimberga. Esordisce in Bundesliga il 10 marzo 2019 in occasione del match perso 2-1 contro l'Hoffenheim.
Il 3 gennaio 2020 viene ceduto al Greuther Fürth.

### Nazionale
Il 5 gennaio 2024 viene convocato per la prima volta in nazionale maggiore, con cui ha esordito quindici giorni dopo giocando da titolare nell'amichevole persa in casa contro la Slovenia per 0-1.

## Statistiche

### Presenze e reti nei club
Statistiche aggiornate al 24 maggio 2025.
| Stagione              | Squadra               | Campionato            | Campionato | Campionato | Coppe nazionali | Coppe nazionali | Coppe nazionali | Coppe continentali | Coppe continentali | Coppe continentali | Altre coppe | Altre coppe | Altre coppe | Totale | Totale | Totale |
| Stagione              | Squadra               | Comp                  | Pres       | Reti       | Comp            | Pres            | Reti            | Comp               | Pres               | Reti               | Comp        | Pres        | Reti        | Pres   | Reti   |        |
| --------------------- | --------------------- | --------------------- | ---------- | ---------- | --------------- | --------------- | --------------- | ------------------ | ------------------ | ------------------ | ----------- | ----------- | ----------- | ------ | ------ | ------ |
| 2017-2018             | Bayern Monaco II      | RL                    | 31         | 6          | -               | -               | -               | -                  | -                  | -                  | -           | -           | -           | 31     | 6      |        |
| 2018-2019             | Norimberga II         | RL                    | 7          | 0          | -               | -               | -               | -                  | -                  | -                  | -           | -           | -           | 7      | 0      |        |
| 2018-2019             | Norimberga            | BL                    | 6          | 0          | CG              | 0               | 0               | -                  | -                  | -                  | -           | -           | -           | 6      | 0      |        |
| gen.-giu. 2020        | Greuther Fürth        | 2L                    | 12         | 0          | CG              | -               | -               | -                  | -                  | -                  | -           | -           | -           | 12     | 0      |        |
| 2020-2021             | Greuther Fürth        | 2L                    | 24         | 0          | CG              | 3               | 0               | -                  | -                  | -                  | -           | -           | -           | 27     | 0      |        |
| 2021-2022             | Greuther Fürth        | BL                    | 29         | 1          | CG              | 1               | 0               | -                  | -                  | -                  | -           | -           | -           | 30     | 1      |        |
| 2022-feb. 2023        | Greuther Fürth        | 2L                    | 15         | 1          | CG              | 1               | 0               | -                  | -                  | -                  | -           | -           | -           | 16     | 1      |        |
| Totale Greüther Furth | Totale Greüther Furth | Totale Greüther Furth | 80         | 2          |                 | 5               | 0               |                    | -                  | -                  |             | -           | -           | 85     | 2      |        |
| 2023                  | Los Angeles FC        | MLS                   | 25+5       | 4          | USOC            | 0               | 0               | CCL                | 8                  | 1                  | LC+CC       | 1+1         | 0+0         | 40     | 5      |        |
| 2024                  | Los Angeles FC        | MLS                   | 32+4       | 4          | USOC            | 5               | 2               | -                  | -                  | -                  | LC          | 1           | 0           | 42     | 6      |        |
| 2025                  | Los Angeles FC        | MLS                   | 13         | 0          | -               | -               | -               | CCC                | 6                  | 0                  | LC+CmC      | 0+1         | 0+0         | 20     | 0      |        |
| Totale Los Angeles FC | Totale Los Angeles FC | Totale Los Angeles FC | 79         | 8          |                 | 5               | 2               |                    | 14                 | 1                  |             | 4           | 0           | 102    | 11     |        |
| Totale carriera       | Totale carriera       | Totale carriera       | 203        | 16         |                 | 10              | 2               |                    | 14                 | 1                  |             | 4           | 0           | 231    | 19     |        |

### Cronologia presenze e reti in nazionale
| Cronologia completa delle presenze e delle reti in nazionale ― Stati Uniti | Cronologia completa delle presenze e delle reti in nazionale ― Stati Uniti | Cronologia completa delle presenze e delle reti in nazionale ― Stati Uniti | Cronologia completa delle presenze e delle reti in nazionale ― Stati Uniti | Cronologia completa delle presenze e delle reti in nazionale ― Stati Uniti | Cronologia completa delle presenze e delle reti in nazionale ― Stati Uniti | Cronologia completa delle presenze e delle reti in nazionale ― Stati Uniti | Cronologia completa delle presenze e delle reti in nazionale ― Stati Uniti |
| Data                                                                       | Città                                                                      | In casa                                                                    | Risultato                                                                  | Ospiti                                                                     | Competizione                                                               | Reti                                                                       | Note                                                                       |
| -------------------------------------------------------------------------- | -------------------------------------------------------------------------- | -------------------------------------------------------------------------- | -------------------------------------------------------------------------- | -------------------------------------------------------------------------- | -------------------------------------------------------------------------- | -------------------------------------------------------------------------- | -------------------------------------------------------------------------- |
| 20-1-2024                                                                  | San Antonio                                                                | Stati Uniti                                                                | 0 – 1                                                                      | Slovenia                                                                   | Amichevole                                                                 | -                                                                          | 89’                                                                        |
| Totale                                                                     |                                                                            | Presenze                                                                   | 1                                                                          |                                                                            | Reti                                                                       | 0                                                                          |                                                                            |

## Palmarès
- Lamar Hunt U.S. Open Cup: 1

Los Angeles FC: 2024